# 绢甲
在盛唐时期的雕塑和陶俑上可以见到很多武士与天王身着华丽但质地柔软的绢甲，绢甲一词最早出现在《唐六典》，是中国古代唐朝时期用于礼仪或重大场合的一种铠甲。

## 形制与材料
早在隋代就有过将两当衫替代两当甲参加礼仪活动的先例。绢布的柔韧与轻便使得绢甲的样式不再受到坚硬金属的限制，形制逐渐多样化。根据敦煌莫高窟第194窟彩塑天王俑的形制来看，绢甲与先前唐代使用的甲胄均完全不同，整体都得到了革新，但胸甲依旧是单独一片，然而甲裙与身甲已经形成一体。后人假想的穿着方法是穿时披挂于肩，后背伸出的两翼于腋下围裹到前胸下系束，用束甲绊抽奖屁护腹在胸下分两段围到后背系束，护腹下方有鹘尾正好挡住两翼系束后的缝隙，再加以皮腰带系束腰部，形成双重束甲，使绢甲紧紧包裹在身上。

## 使用
尽管没有任何证据显示绢甲曾被用于实战，而是仅用作礼仪用途，但绢甲的一体化形制深深影响了中国甲胄后续的发展，以至于其后发展出来的步人甲、罩甲与布面甲等盔甲均采用了甲裙身甲一体化的形制。